# Principauté épiscopale de Ratisbonne
1256–1803
Entités précédentes :
- Duché de Bavière

Entités suivantes :
- Principauté de Ratisbonne

La principauté épiscopale de Ratisbonne ou évêché de Ratisbonne (en allemand :  Hochstift Regensburg) est un État du Saint-Empire romain germanique situé près de la ville impériale de Ratisbonne. Les évêques de Ratisbonne qui relèvent du duché de Bavière obtiennent l'immédiateté impériale comme seigneurs temporels de la principauté épiscopale (Hochstift) vers l'an 1256 et font partie du collège des princes ecclésiastiques à la Diète d'Empire. Leur État a existé pendant presque 550 ans, jusqu'à sa sécularisation en faveur de la principauté de Ratisbonne lors du recès d'Empire en 1803.
Les frontières de la principauté et du diocèse de Ratisbonne, fondé par Saint Boniface en 739, ne coïncident pas. Dans le périmètre du diocèse, tout d'abord suffragant de l'archidiocèse de Salzbourg, l'autorité spirituelle de l’évêque s’étend sur une plus grande partie dans le nord de la Bavière et le margraviat de Nordgau. Le siège des princes-évêques est à Ratisbonne.

## Territoire

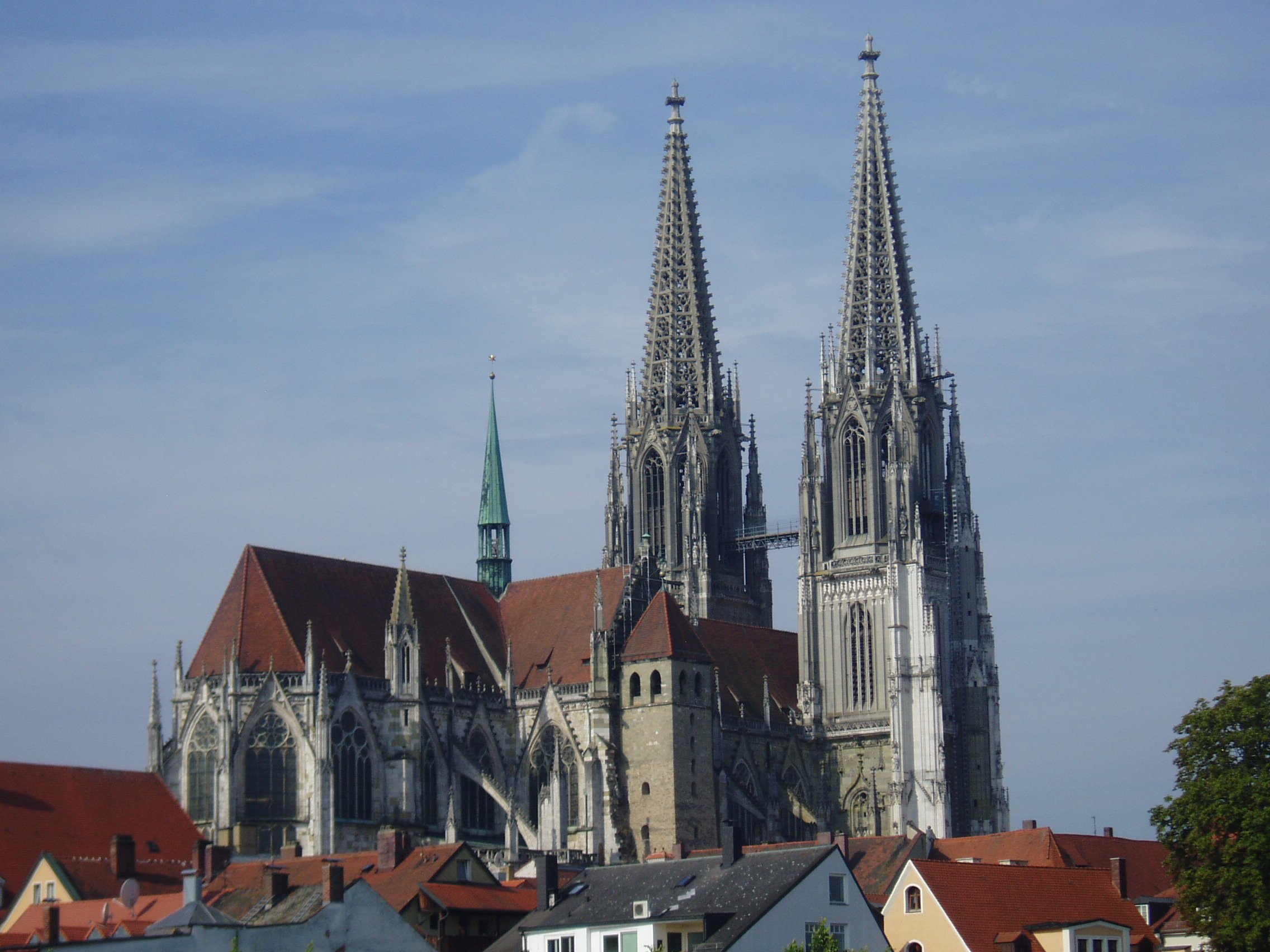
Cathédrale de Ratisbonne.

Juste avant la sécularisation, le territoire de la petite principauté comprend les trois seigneuries de Donaustauf, Wörth et Hohenburg.

## Histoire
Le diocèse est fondé en 739 par saint Boniface de Mayence, à la demande du pape Grégoire III et avec l'accord du duc Odilon de Bavière ; il est à l'origine subordonné à l'archevêque de Salzbourg. Les premiers évêques sont simultanément abbés de Saint-Emmeran, jusqu'à ce que l'évêque Wolfgang a nommé Ramwod abbé « indépendant » en 975. Par conséquent, Saint-Emmeran devient une abbaye d'un grand rayonnement intellectuel et spirituel ; le diocèse, toutefois, a souffert de la séparation. De plus, les ambitions rivales de la ville impériale de Ratisbonne, ainsi que des abbayes impériales de Saint-Emmeran, Niedermünster et Obermünster ont empêché l'extension des pouvoirs temporels.

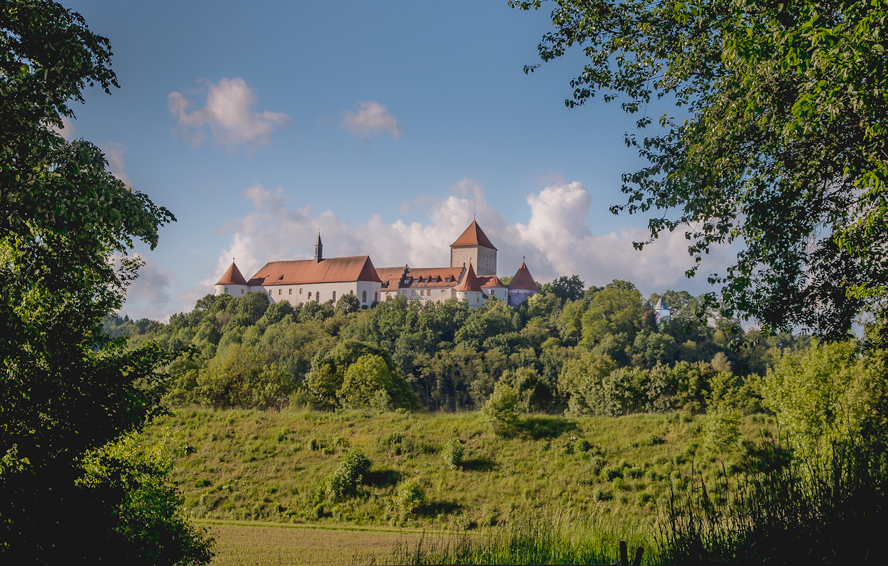
Château de Wörth.

Après l'acquisition du patrimoine des comtes de Hohenburg dans le Nordgau en 1256, de Wörth et de Donaustauf, l'évêque de Ratisbonne devient prince du Saint-Empire avec un siège et un vote à la Diète d'Empire. Entièrement enclavé au sein du puissant duché de Bavière, la principauté épiscopale ne peut se développer territorialement et reste l'une des plus petites principautés de l'empire. Beaucoup des princes-évêques étaient aux prises avec des problèmes d'endettement et ont dû hypothéquer un nombre toujours plus grand de leurs biens. Henri II de Rotteneck, évêque de 1277 à 1296, s'est employé à rembourser les dettes du diocèse, et il investit également dans l'agrandissement des châteaux et des palais, qu'il finance en vendant sa propriété privée. Néanmoins, lorsque Frédéric de Zollern contestait avec le contre-évêque Henri III de Stein à partir de 1340, les deux sont tentés de contracter des gages partout où ils trouvent des partenaires convenables et la principauté épiscopale est ainsi ruinée financièrement. 
En 1542, les citoyens de Ratisbonne passaient à la religion protestante. Les évêques, d'autre part, sont devenus de plus en plus dépendants des Wittelsbach, souverains de la Bavière et du Palatinat.
Au cours de la médiatisation allemande selon le recès de la Diète d'Empire en 1803, l'ancienne principauté épiscopale s'unit à la ville libre de Ratisbonne, ainsi que les abbayes de Saint-Emmeran, Niedermünster et Obermünster, pour former la principauté de Ratisbonne, sous la régence de Charles-Théodore de Dalberg en qualité d'archevêque. Après la bataille de Ratisbonne en 1809, la principauté devient une partie du royaume de Bavière, bien que le diocèse conserve le statut d’archiépiscopal. À la suite du décès de Dalberg, en 1817, le concordat bavarois déclasse l'archidiocèse de Ratisbonne en un diocèse suffragant subordonné à l'archevêque de Munich et de Freising . 